# Al Smith
Alfred Emanuel Smith (znany jako Al Smith) (ur. 30 grudnia 1873 w Nowym Jorku, zm. 4 października 1944 tamże) – amerykański polityk, faworyt Stowarzyszenia Tammany Hall.
Smith urodził się na Manhattanie w rodzinie katolickiej. W wieku lat 14 musiał porzucić szkołę po śmierci swego ojca.

## Wczesna kariera polityczna (1903–1919)
Karierę polityczną rozpoczął w 1903 roku, kiedy to wybrano go w skład legislatury stanowej z ramienia Partii Demokratycznej. W latach 1915–1918 pełnił urząd szeryfa Nowego Jorku.

## Gubernator (1919–1921 i 1923–1929)
Po raz pierwszy wybrano go gubernatorem Nowego Jorku w 1918 roku. Smith ubiegał się o ponowny wybór w 1920 roku, ale przegrał z republikaninem Nathanem L. Millerem.
Ubiegał się raz jeszcze o ten urząd w roku 1922 i wygrał. Urząd gubernatora sprawował dwie kadencje, aż do 1929 roku. W tym czasie zainicjował wiele nowatorskich podówczas w USA reform społecznych, które rozwinął potem tak w stanie jak i całym kraju Franklin Delano Roosevelt.

## Kandydat na prezydenta (1928)
W wyborczym roku 1928 Smith ubiegał się o nominację demokratów jako ich kandydat na prezydenta i uzyskał ją. Jego rywalem z ramienia republikanów był sekretarz handlu Herbert Hoover.
Smith opowiadał się w kampanii za zniesieniem prohibicji. Zwyciężył tylko w tradycyjnie popierających Demokratów stanach Głębokiego Południa.

## Późniejsze lata (1929–1944)
Po przegranej w wyborach Smith zajął się biznesem. Na konwencji demokratów w 1932 roku rzucił wyzwanie Franklinowi D. Rooseveltowi. Nominacji jednak i tym razem nie uzyskał. Smith prowadził następnie kampanię na rzecz Roosevelta.